# Museu del Ferrocarril a Móra la Nova
El Museu del ferrocarril a Móra la Nova és un museu arqueologia industrial dedicat al transport ferroviari. Inclou també un tren turístic a vapor entre la Costa Daurada i les comarques de l'interior, així com una escola professional d'oficis ferroviaris. Va ser creat a partir de 2001 per Jordi Sasplugas i un grup d'aficionats. El 2014 es va integrar en Museu Nacional de la Ciència i la Tècnica de Catalunya (mNACTEC).

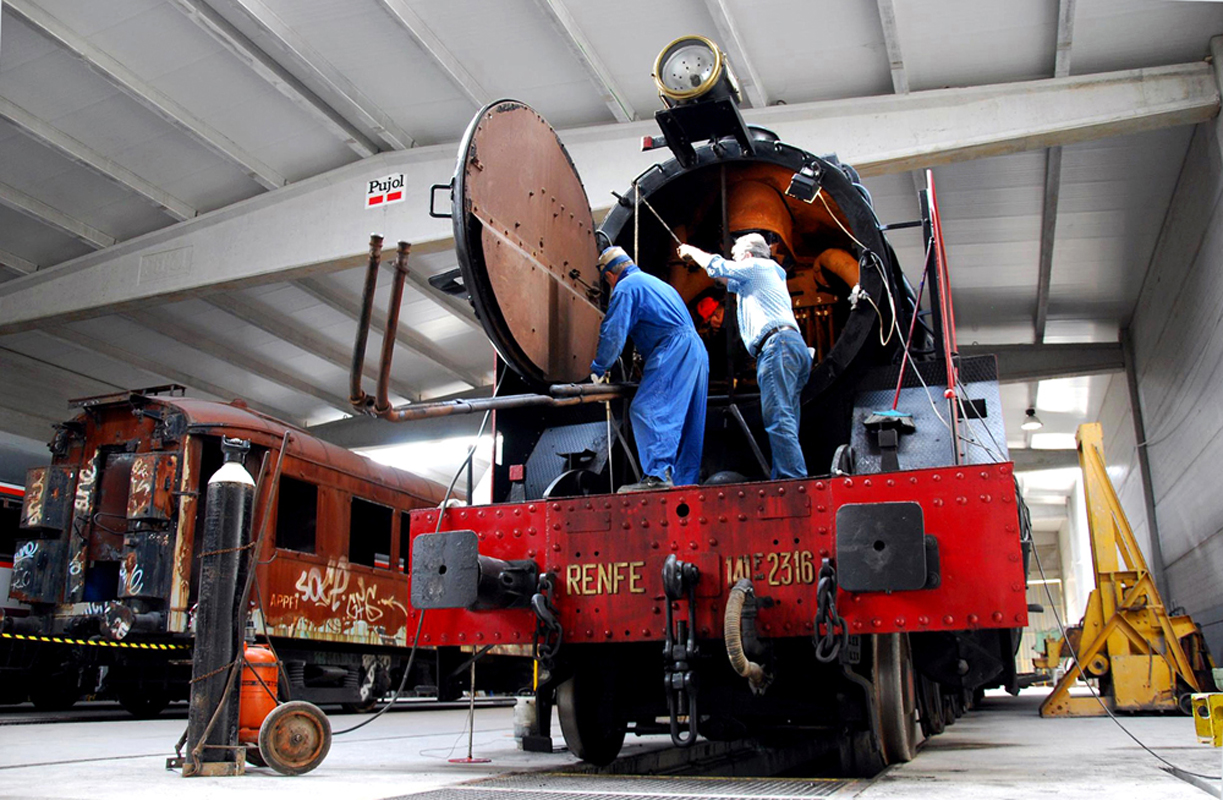
Restauració operacional de la locomotora 141F-2316 Mikado

Està a les antigues instal·lacions ferroviàries a tocar de l'actual estació de Móra la Nova a la comarca de la Ribera d'Ebre. Allà, hi havia un dels dipòsits on es mantenien un centenar de locomotores de vapor, el centre més important d'Espanya. A l'apogeu, l'any 1958 hi treballaven un miler de persones.

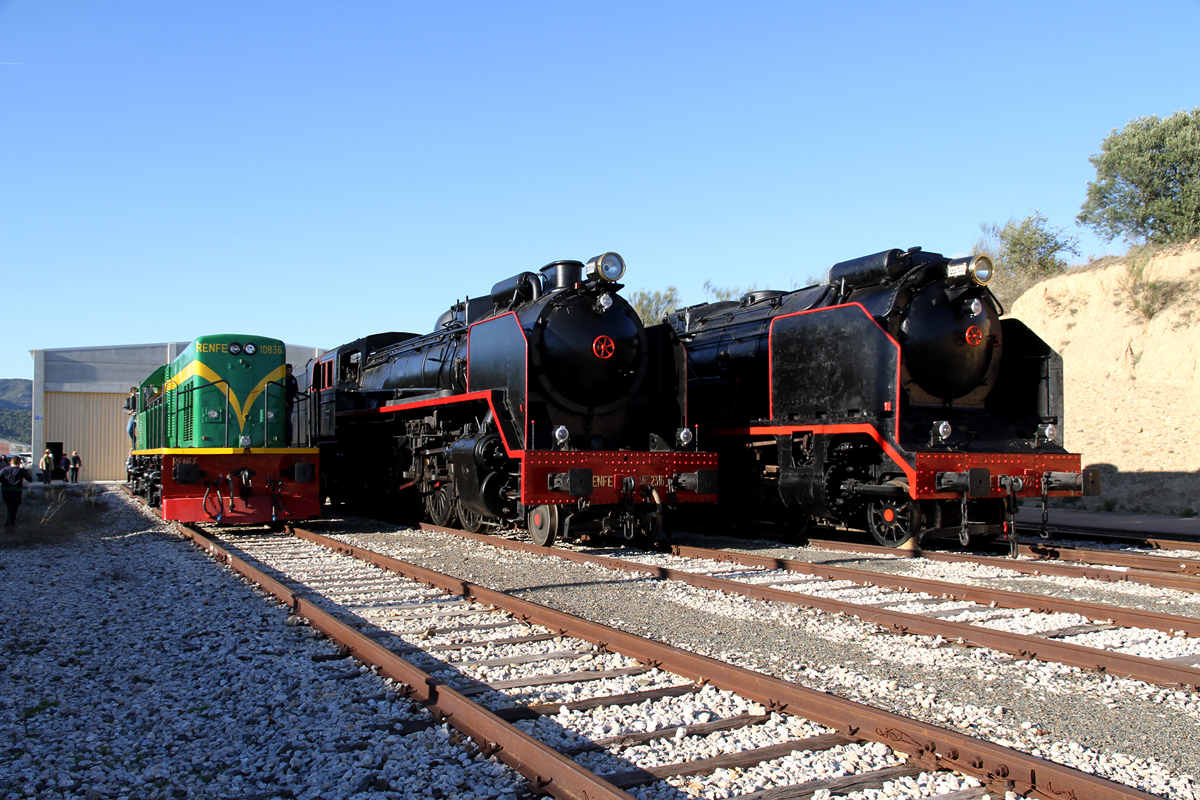
Algunes de les locomotores de la col·lecció

Es pot visitar l'edifici recuperat de l'enclavament, que alberga un dels primers sistemes electromecànics de control d'estacions d'Europa. Era una gran taula mecànica amb la qual una sola persona podia fer de manera centralitzada tots els canvis d'agulles i controlar tota la senyalització de l'estació. Va ser construïda el 1928 per l'empresa americana General Railway Signal i va estar en servei fins al 1983.
També s'hi pot visitar el pont giratori de 23 metres, les antigues cotxeres de carruatges, avui taller de restauració de vehicles. El recorregut finalitza a la nova cotxera del tren turístic on s'hi restauren i conserven alguns exemplars de locomotores, automotors, cotxes i vagons, que mostren l'evolució del ferrocarril al llarg del temps, entre els quals hi ha la 241F-2238, l'únic exemplar que es conserva de locomotora de vapor de gran potència del dipòsit de Móra la Nova que remolcava els grans trens expressos entre Barcelona i Madrid als anys 50 i 60.
El Centre d'Interpretació de ferrocarril forma part de la Xarxa Estatal de centres de Posada en Valor del Patrimoni Ferroviari i està integrat a la Xarxa de Museus de la Ciència i la Tècnica de Catalunya. El primer cap de setmana d'octubre s'hi celebren les Jornades del Museu del Tren.

## Història
Tot va començar al 2001 quan Jordi Sasplugas, aficionat al món del ferrocarril, descobreix a l'estació de Móra la Nova un cotxe de viatgers abandonat i molt antic. Va descobrir que era una peça única que datava de l'any 1931. Després de notificar-ho al cap d'estació i a RENFE que no sabíen que fer-ne, va sorgir la iniciativa entre diversos veïns de recuperar aquesta part del passat de Móra la Nova.
El 2002 sorgeix l'Associació per la Preservació del Patrimoni Ferroviari i industrial (APPFI) de Móra la Nova amb el projecte de crear un tren turístic amb tracció de vapor i d'un museu del ferrocarril. El 6 d'octubre de l'any 2002, per la commemoració dels 110 anys del tram Móra la Nova–Faió, l'APPFI va organitzar un viatge amb un tren d'època per presentar el projecte.
El 8 de març de 2005 es crea la comissió per a crear un fundació per tirar endavant el projecte de l'APPFI. Al patronat de la Fundació formaran part la Conselleria de Politica Territorial i Obres Públiques, la Conselleria de Cultura, la Diputació de tarragona, els Consells Comarcals de la Ribera d'Ebre i del Priorat, la comarca del Bajo Aragón-Caspe, l'Ajuntament de Móra la Nova, la Xarxa de Museus de Ciència i Tècnica de Catalunya, la Fundación de los Ferrocarriles Españoles i l'APPFI.
Al desembre de 2007 es signa un conveni entre la Fundació per a la Preservació del Patrimoni Ferroviàri i industrial de Móra la Nova, l'Ajuntament de Móra la Nova, el Consell Comarcal de la Ribera d'Ebre i el Consorci de dinamització turística de les Terres de l'Ebre. El febrer de 2008 comença la primera fase de les obres d'adequació del Centre. Té un pressupost de 30.000 € per fer els plans i de 150.000 € per a la rehabilitació material de la torre de l'enclavament.
Al mateix desembre de 2007 s'estrena un taller d'ocupació, que un cop finalitzat, els seus alumnes s'encarregaran de rehabilitar el tram de vies necessari i instal·lar la placa giratòria de les locomotores.

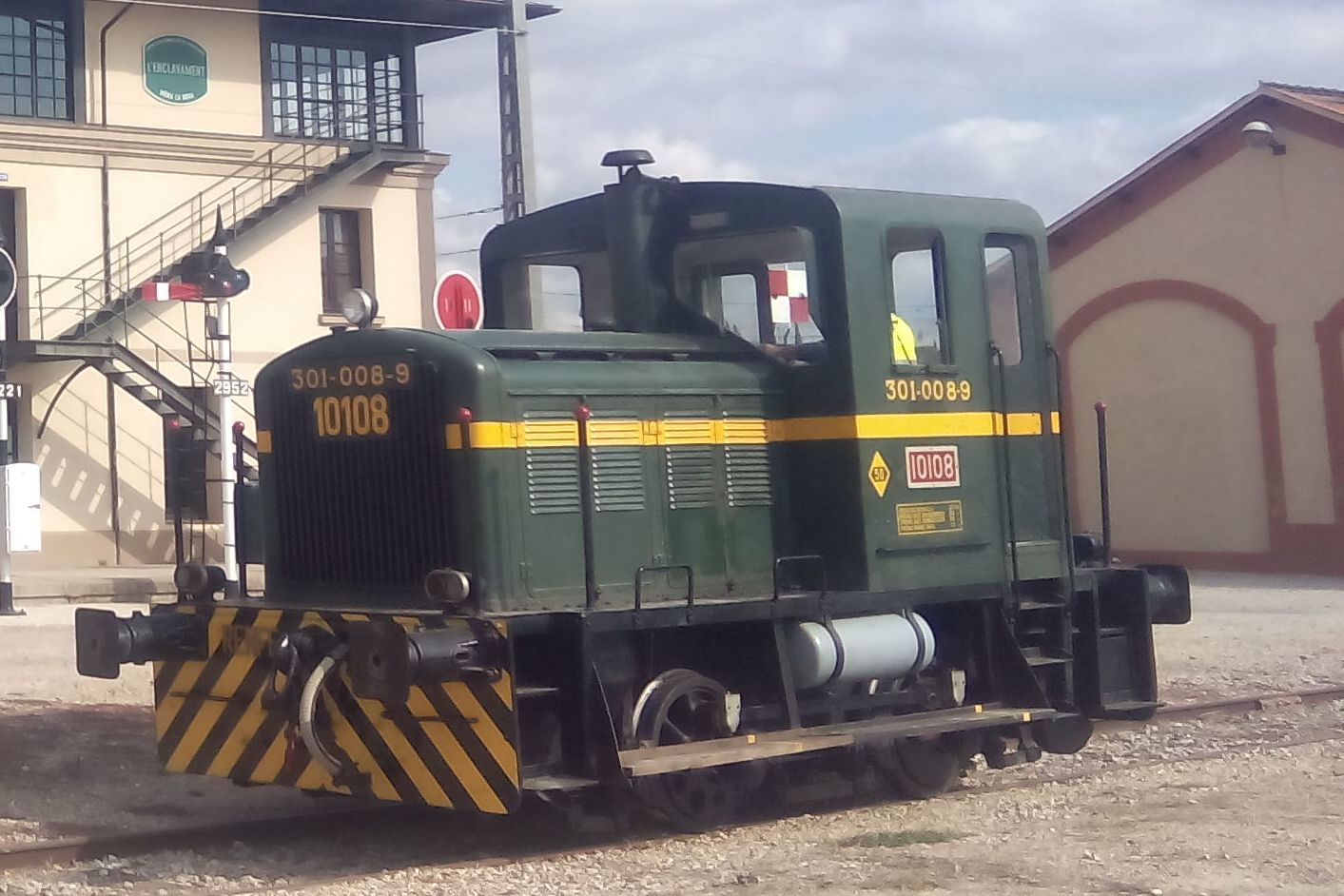
ME-MÉ

Al desembre de 2008, un grup de tretze socis de l'APPFI, compra per 7000 euros una màquina de tren diesel de maniobres de 1960, model ME-MÉ, a RENFE. El 3 de març de 2010 es va instal·lar el pont giratori per a les locomotores. Aquesta passarel·la, de 75 tones i 23 metres de llargada, havia estat desballestada l'any 1983. Va ser transportada des de Granada i el cost de l'operació va ser de 30.000 euros.

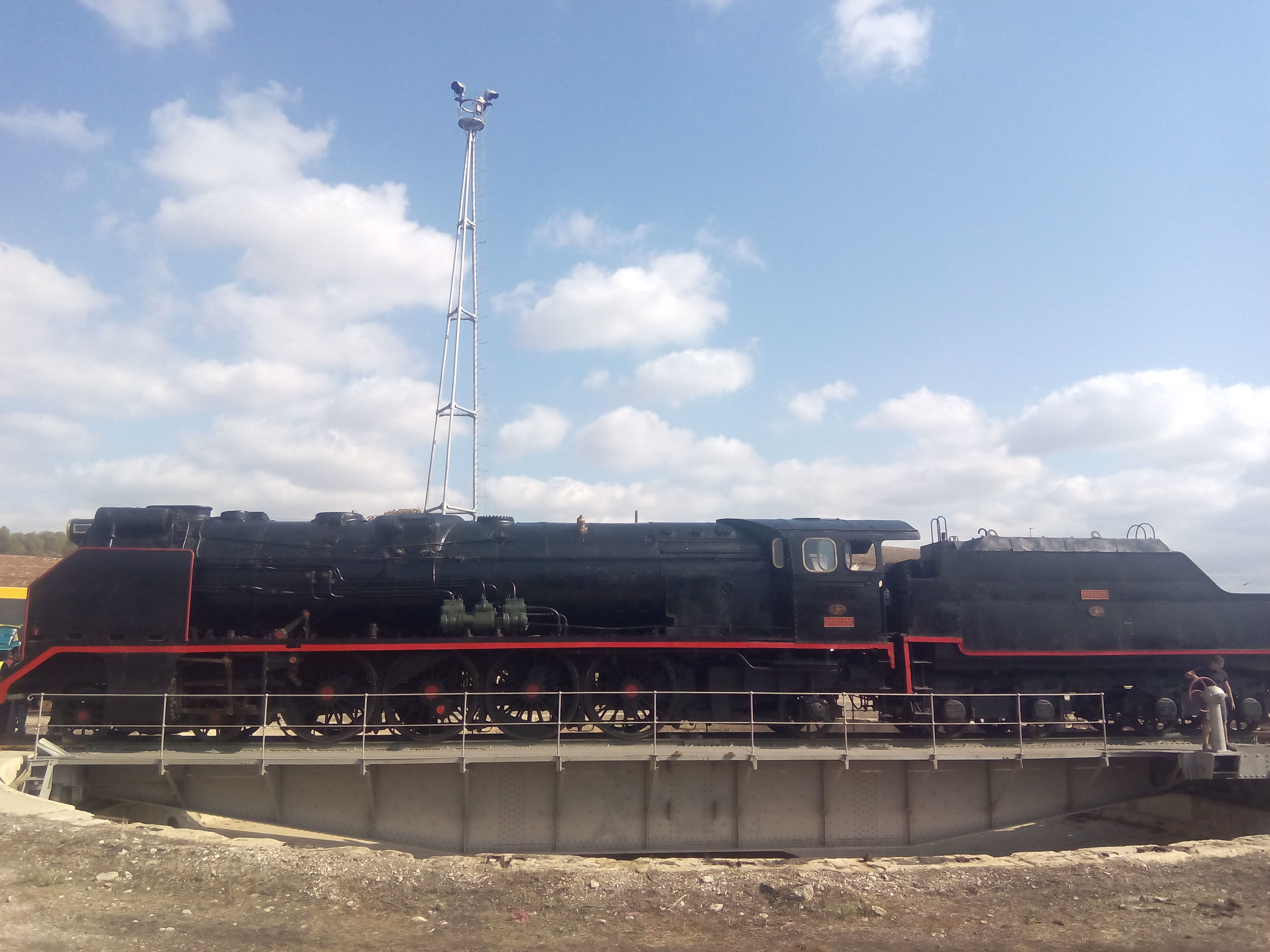
Pont giratori amb la Bonita

El 22 de maig de 2010 el president de la Diputació de Tarragona, Josep Poblet, va inaugurar la primera fase del Centre d'Interpretació del ferrocarril, ubicat a «L'enclavament», la torre de control de l'estació de Móra la Nova des d'on antigament es dirigien les maniobres dels trens. La rehabilitació i musealització de l'edifici va costar prop de 250.000 euros. El mateix dia 22 també s'inaugura el pont giratori.
L'any 2011 s'estrenen les primeres Jornades del Museu del tren, que se celebren el primer cap de setmana d'octubre.

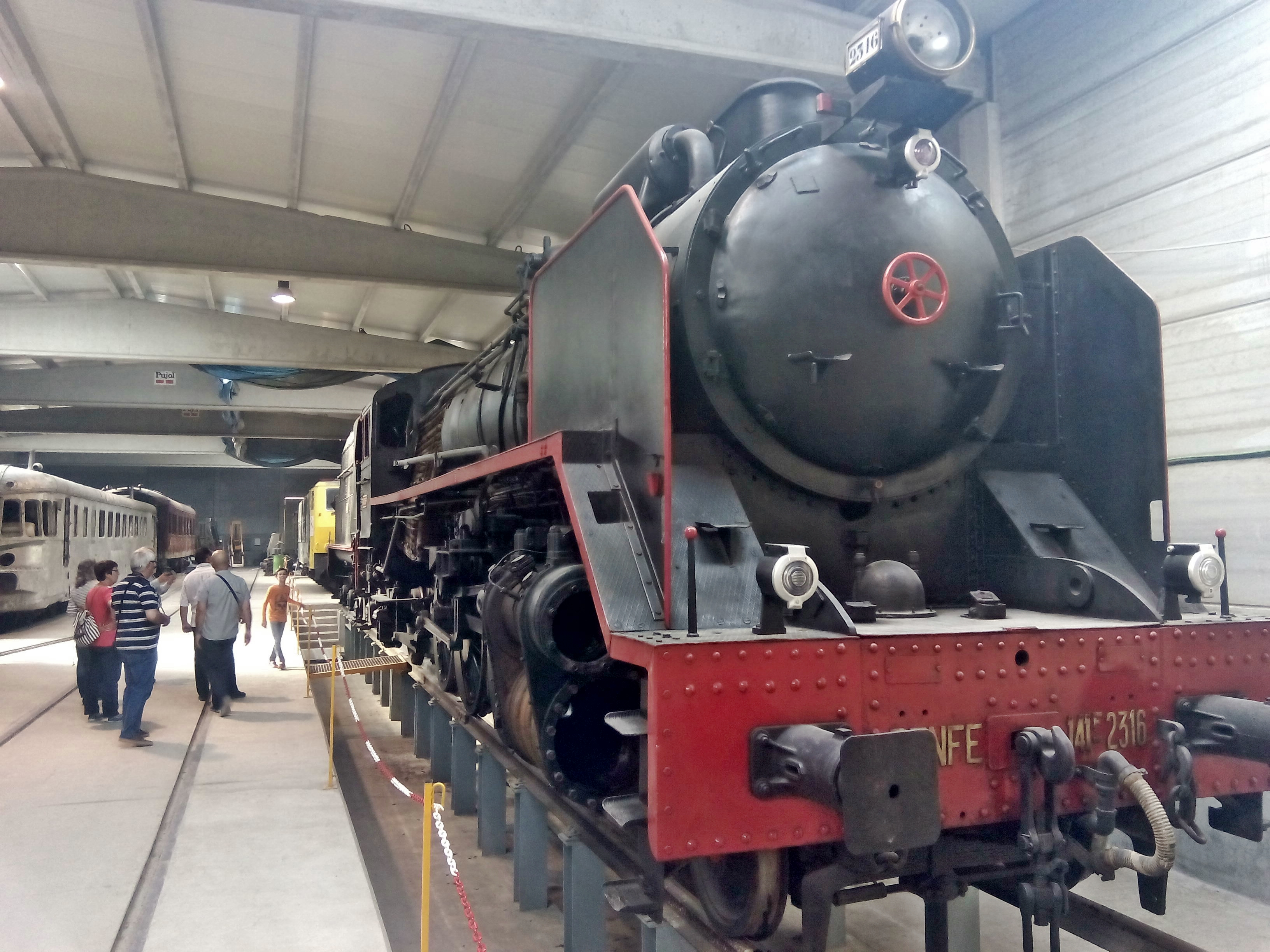
Mikado a l'interior de la cotxera

El 10 juny de 2012 arriben la Bonita i la Mikado, les dos locomotores de vapor emblema del museu i el 19 de juliol una màquina Automotor Renault ABJ2.
L'11 de juliol de 2012 es signa un conveni de col·laboració amb Ferrocarrils de la Generalitat (FGC) per a desenvolupar el Centre d'Interpretació, el tren turístic i el centre de formació d'oficis ferroviaris.
El 6 de març de 2013 s'inaugurava la nova cotxera del tren turístic. L'acte va estar presidit pel Molt Honorable president de la Generalitat de Catalunya, Artur Mas.
El gener de 2014 comença la restauració de la locomotora Mikado.Una locomotora de l'any 1957 de 1970 cv. Per més endavant quedarà la joia de la corona, la Bonita, únic exemplar conservat d'aquest model. Té un motor diesel de 3000 cv i es dedica exclusivament al transport de viatgers. Es troba en un elevat estat de deteriorament amb elements que s'han perdut, les rodes molt desgastades i alguns problemes de motor.

Al febrer de 2015, s'acaba la rehabilitació dels tres vehicles i la locomotora que han de formar part del tren turístic «Lo Caspolino», compost de dos cotxes de viatgers, CC-6029 i CC-6043 de RENFE, construïts a França per Saint Denis l'any 1950. Se'n rehabilita integralment ment l'interior i se'n recupera el seu aspecte i confort originals. Amb aquesta rehabilitació es guanya el premi Bonaplata 2015. L'operació inclou la rehabilitació d'un vagó de mercaderies del tipus J2, destinat com vagó taller o de suport d'equipaments per al tren turístic. S'acaba la darrera fase de restauració de la locomotora diesel elèctrica 10836 (coneguda com a yé-yé). Aquesta operació comporta una inversió total de 126.849,88 euros. 

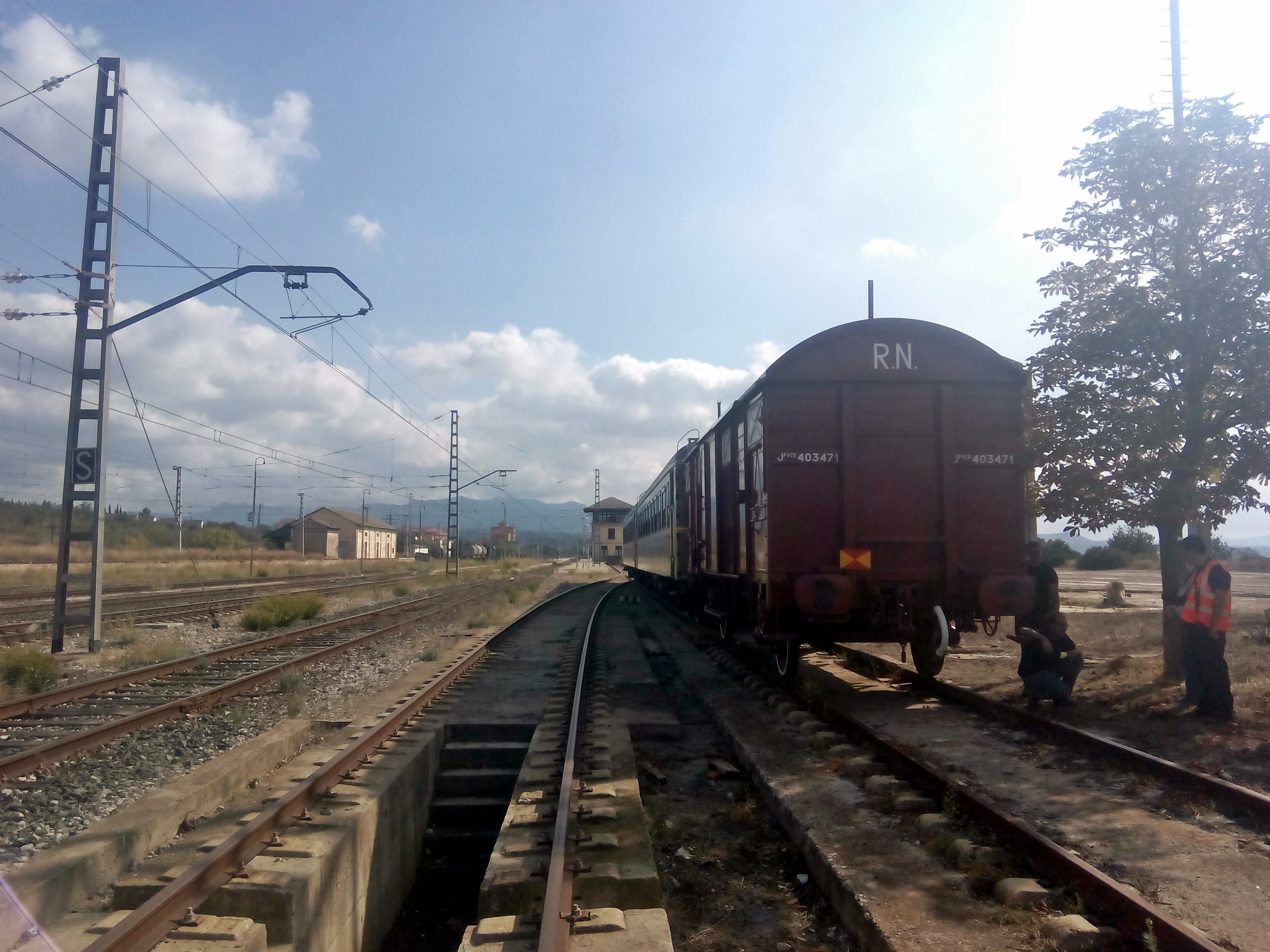
Vagó tipus J2
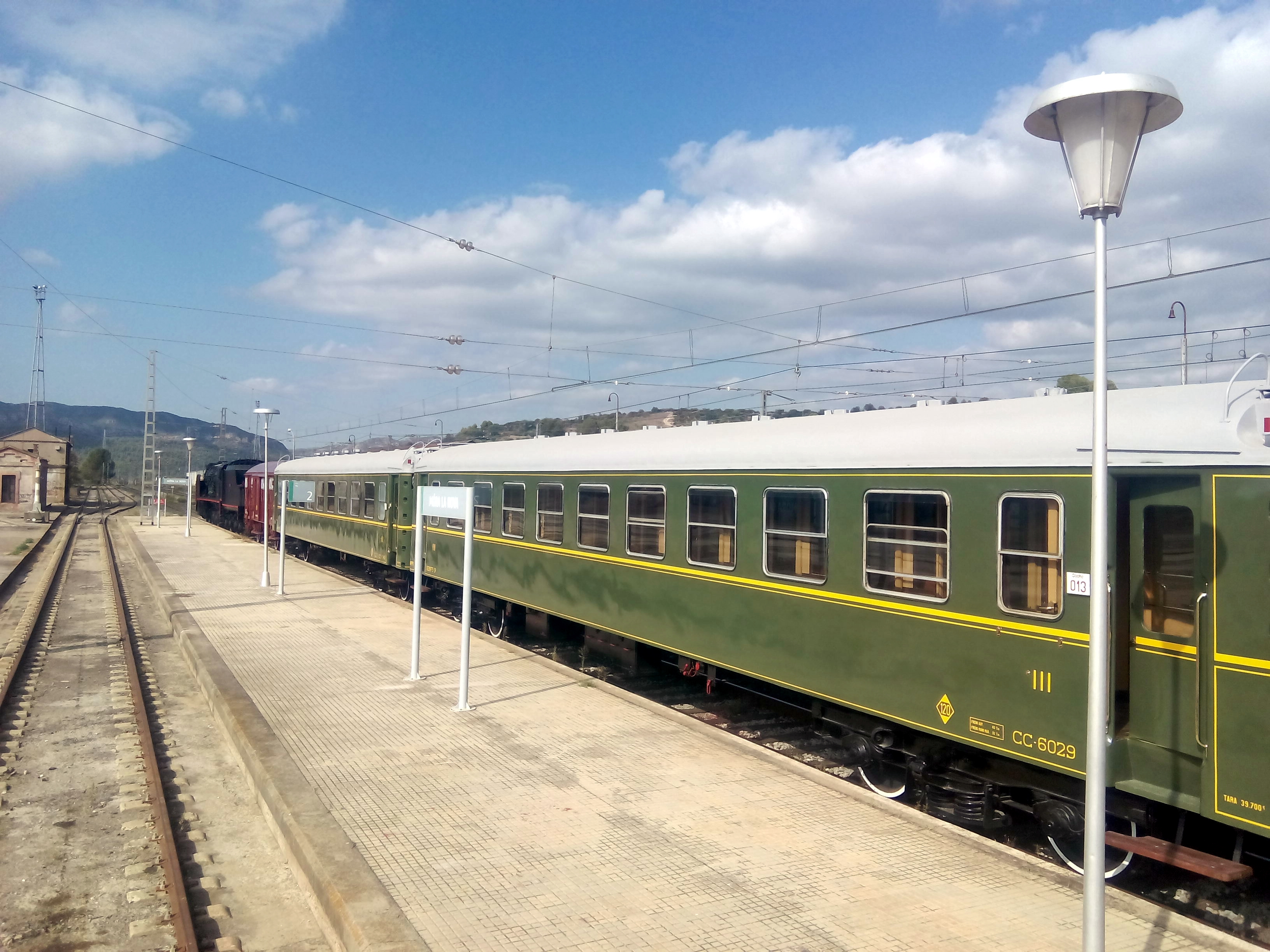
Cc6029

La yé-yé és una màquina del 1969 de 960 cv que va funcionar fins al 2003. Les tasques de reparació van afectar una bona part del motor i van durar prop de tres anys de treball de voluntaris.

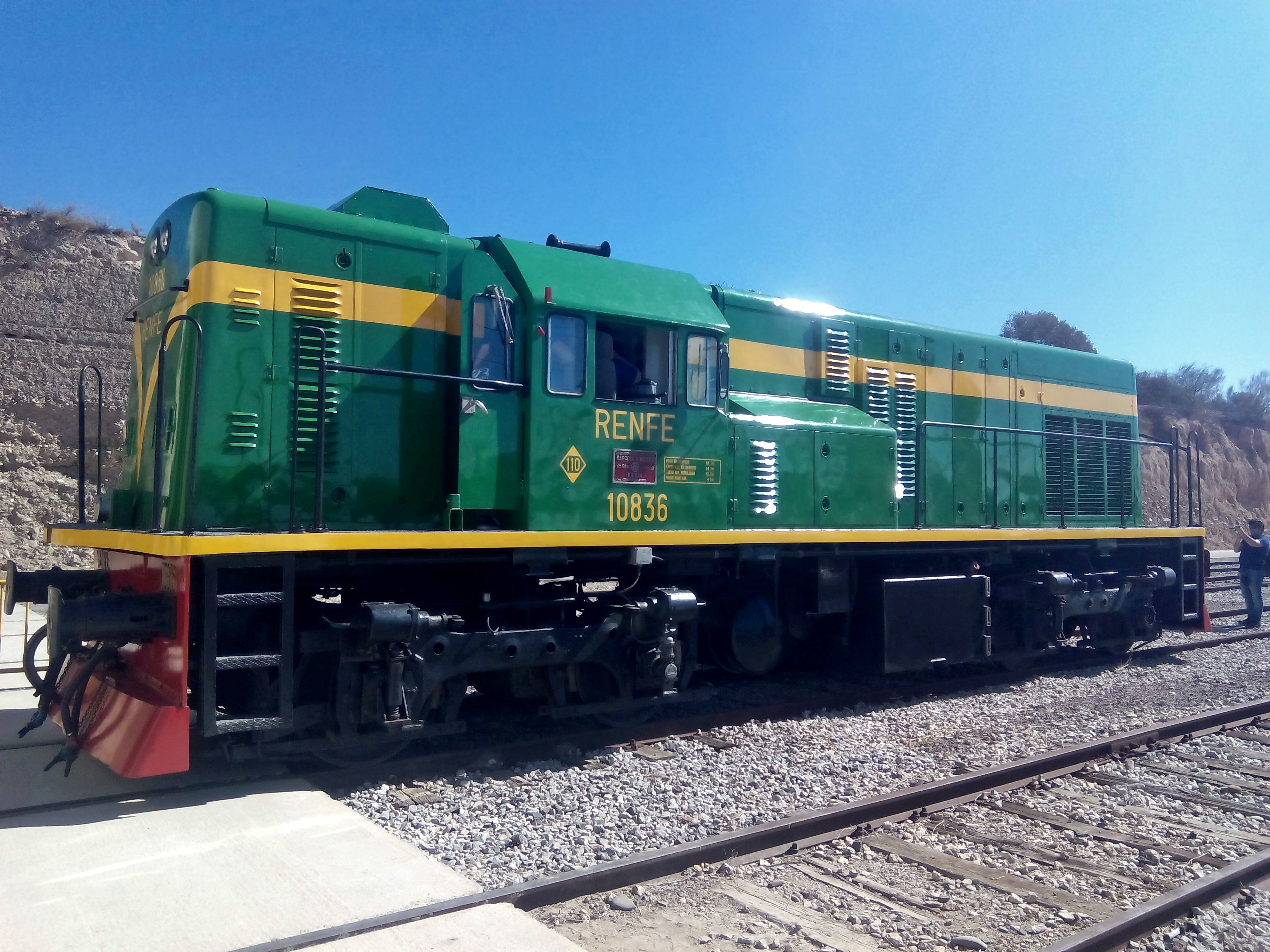
Yé-yé

El juliol del 2015, la FPPFI, Fundació per la Preservació del Patrimoni Ferroviari i Industrial de Móra la Nova, fa un viatge institucional al Regne Unit acompanyat de representants de les diferents administracions vinculades a la Fundació, un assessor de la Presidència de la Generalitat de Catalunya, l'alcalde de Móra la Nova, un responsable de turisme de la Diputació de Tarragona, un conseller comarcal de la Ribera d'Ebre, el regidor de Promoció Econòmica de l'Ajuntament de Riba-roja d'Ebre i un representant de FGC. S'hi van visitar ferrocarrils turístics i històrics britànics i es van compartir coneixements amb directius de les companyies.
Amb l'objectiu d'aconseguir el finançament d'1.300.000 d'euros que són els que falten perquè Lo Caspolino pugui començar a funcionar l'any 2019, al febrer de 2016 s'organitza una trobada de col·laboradors. Hi assisteixen una seixantena de persones entre representants municipals i comarcals dels termes per on passa la línia R-15 del tren, des de Tarragona fins a Riba-roja, així com de la comarca del Baix Aragó, a més de representants de la Diputació de Tarragona; dels consells comarcals de la Ribera d'Ebre, del Priorat, del Baix Camp i del Baix Aragó;  de la Cambra de Comerç de Reus i del Port de Tarragona.
Al febrer de 2016 també se signa un conveni amb el Ministeri de Foment i la Fundació de Ferrocarrils Espanyols pel qual se se cedixen al museu quatre nous cotxes de viatgers per incorporar en el tren turístic Lo Caspolino i la cessió d'una nova locomotora elèctrica Alstom, que circulava durant els anys 60 entre Móra la Nova i Tarragona. Aquests arriben al juny de 2017. Són cotxes històrics, de la série 6000, de compartiments de primera classe d'un conjunt de sis que a partir de l'any 1987 van ser transformats en cotxes de saló únic amb passadís central, destinats a formar trens xàrter o a reforçar altres combois. Per la seva decoració exterior original se’ls va conèixer com els Luckies, perquè la manera en què estaven pintats recordava una coneguda marca de tabac. Posteriorment, el 1992 van ser destinats al servei de Regionals, decorats en blanc i taronja amb franges obliqües als extrems. Tres anys més tard es van lliurar al Museo Nacional Ferroviario, i van rebre un color verd oliva amb franges grogues, i des d'aleshores estaven en dipòsit a Can Tunis. Tenen una capacitat de 56 places assegudes per cotxe.

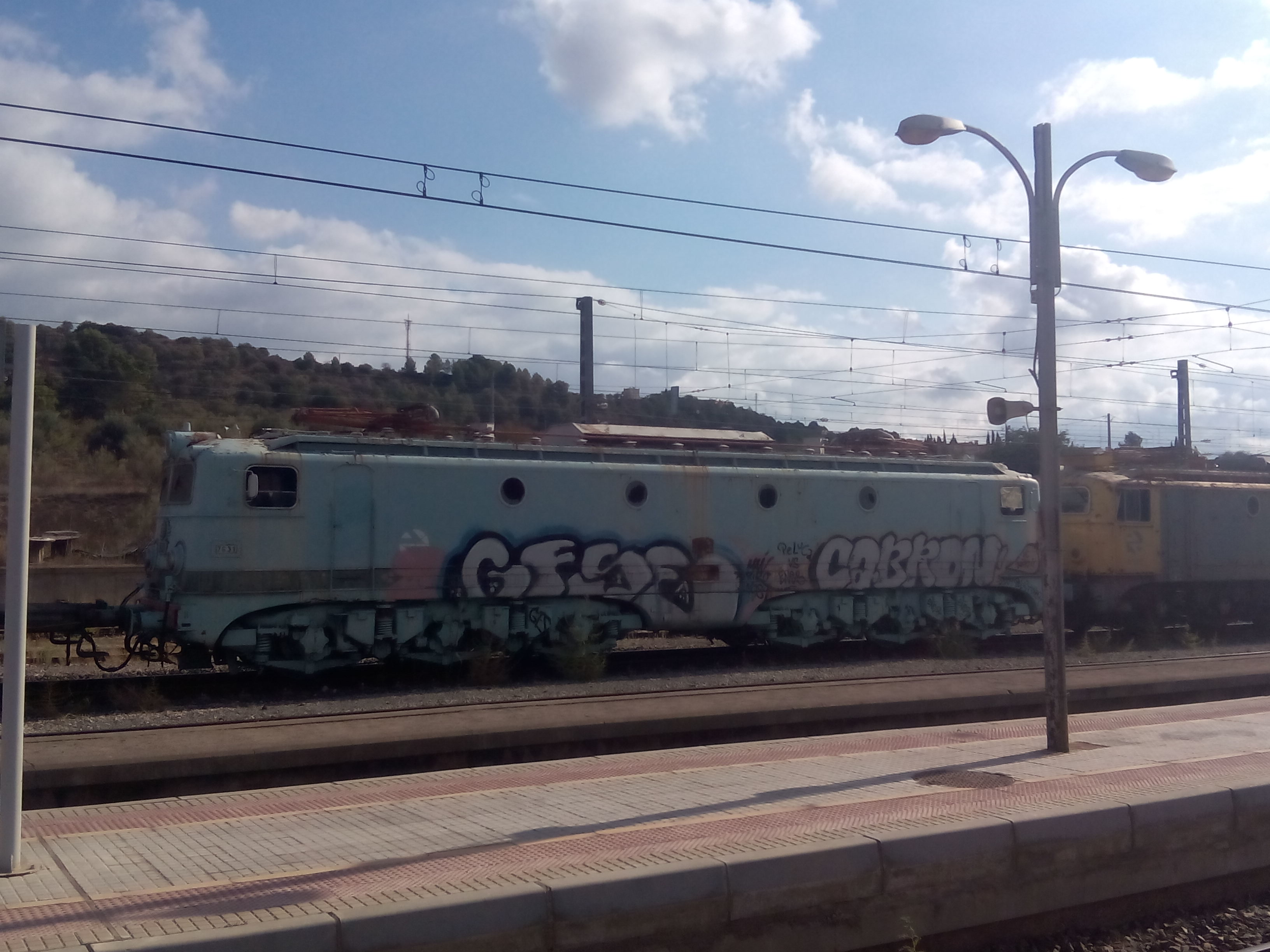
Alstom

El juliol del 2016 el Departament de Territori i Sostenibilitat de la Generalitat de Catalunya demana a Ferrocarrils de la Generalitat de Catalunya (FGC) perquè aquest organisme s'ocupi de la promoció comercial i de la gestió de Lo Caspolino.
Al febrer de 2017 va arribar al Museu un furgó calderí traslladat per carretera amb un transport especial. Els furgons calderí es van construir per subministrar vapor a composicions de cotxes de viatgers amb un sistema de calefacció dissenyat per a ser alimentat amb el vapor de les antigues locomotores, un cop aquestes van ser substituïdes per locomotores elèctriques. Al mes de març d'aquest any també arriba el vagó cisterna PRfv52045 provinent de les dependències de l'empresa CLH al polígon industrial del Francolí.
A l'estiu del 2017 el director general d'Arxius, Biblioteques, Museu i Patrimoni, Jusèp Boya, i el director del Museu de la Tècnica i la ciència de Catalunya, Jaume Perarnau, presenten el Pla Estratègic del Museu del Ferrocarril elaborat per la Universitat Rovira i Virgili. S'hi proposa una sèrie de mesures per enquadrar el museu del ferrocarril dins del Museu de la Ciència i la Tècnica de Catalunya.
Per popularitzar el museu, l'any 2017, es canvia el format de "Dies del museu" i s'organitza la primera Festa del Ferrocarril, amb diverses activitats al voltant del ferrocarril. S'hi afegeixen per primer cop visites teatralitzades a càrrec del grup local de teatre "L'estació".
El 15 d'octubre de 2017 es reben dues noves locomotores Alstom de la primereia dels anys 1950. Les locomotores provenien de Madrid Fuencarral i tenen un alt valor històric, ja que van ser les primeres elèctriques que van modernitzar la xarxa ferroviària després de la Guerra Civil. El Museu del Ferrocarril incorporava així dues locomotores noves, elèctriques, fabricades el 1952 a França, anomenades «les franceses» pels ferroviaris de l'època. Aquestes màquines van prestar servei des del 1956 en el recorregut de Barcelona a Móra la Nova, on s'acabava el traçat elèctric, i des d'aquest punt continuaven el trajecte, cap a Madrid, amb locomotores de vapor. Aquestes locomotores van ser retirades del servei a principi dels anys 1990.
Al febrer del 2018 s'enllesteixen els treballs de restauració del vagó cisterna PRfv52045, fabricat per Campsa el 1957 per millorar la distribució del combustible. Els voluntaris de l'APPFI van dur a terme la restauració amb el suport econòmic del Centre de Restauració dels Bens Mobles de Catalunya del Departament de Cultura. La Cisterna es trobava malmesa i plena de pedres, es van buidar les pedres, es va restaurar el dipòsit i la façana exterior, es van substituir elements degradats i es va equipar amb un fre d'aire comprimit. Amb aquesta restauració el museu es guardonat amb el Premi Bonaplata per la valoració del Patrimoni Industrial Tècnic i Científic.
El 28 de maig de 2018 el museu presenta un nou vagó, que juntament amb la Memé, serveix per al transport de grups petits i es construeix simulant un antic vagó de carbó. El viatge inaugural el fan els alumnes de 5è de l'IE Tres d'abril, guanyadors del concurs per batejar el nou vagó amb el nom de «El Tro».
El 28 de juliol de 2018 es posa en marxa la primera edició del Bateig ferroviari que consisteix en el lliurament d'un carnet de ferroviari a tots els nens i nenes més grans de cinc anys. Aquesta és una activitat acreditada amb el segell de l'Any Europeu del Patrimoni Cultural mitjançant la iniciativa FAITH, dedicada al patrimoni industrial.
Al desembre del 2018 comencen les representacions de L'esperit de Nadal, una representació teatral amb la col·laboració del grup de teatre L'estació. Una aventura familiar nadalenca que inclou un petit recorregut en tren per les instal·lacions del museu.
El 29 d'abril de 2019 arriba una locomotora de vapor fabricada el 1886 per les Usines Métallurgiques du Hainaut, una filial del grup industrial Marcinelle & Couillet a Bèlgica, la 020T MZA 606, del tipus conegut com a «Cuco». El 2021 va tornar a la vida, restaurat i funcional, malgrat les obstacles per mor de la pandèmia de la Covid.

## Algunes peces de la col·lecció
- Locomotora Bonita, de l'any 1951, emblema del museu. 26 metres de longitud, 225 tones de pes i 2700 cv[4]
- Locomotora Mikado de l'any 1957. 23 metres de longitud, 170 tones de pes i 2000 cv.[4]
- Màquina Automotor "Renault ABJ2"[16]
- Locomotora Meme de l'any 1960, 7 metres de longitud i 174 cv[4]
- Locomotora Yeye de 13 metres de longitud i 960 cv[4]
- Vagó cisterna PRfv52045 de CAMPSA[34]
- Cotxes de viatgers CC-6029 i CC-6043[20]
- Vagó de mercaderies del tipus J2[20]
- Tres cotxes històrics, de la série 6000[26]
- Un furgó calderí[27]
- Dues locomotores Alstom[32]
- Locomotra de vapor 020T MZA 606, tipus "Cuco"[39]

## Reconeixement
- Premi Bonaplata 2015 per la recuperació i rehabilitació integral dels cotxes de viatgers de tercera classe, CC-6029 i CC-6043 de RENFE.[19]
- Premi Bonaplata 2018 per la valoració del Patrimoni Industrial Tècnic i Científic per la restauració Vagó cisterna PRfv52045 de CAMPSA.[35]